# Dominiques de l'Anunciata
La Congregació de les Germanes Dominiques de l'Anunciata o Religioses Dominiques de l'Anunciata són una congregació de vida apostòlica, de dret pontifici, fundada en Vic el 18 d'agost de 1856 pel pare Francesc Coll i Guitart, canonitzat en 2009. Es dedica a l'ensenyament de les nenes de les classes menys afavorides i a les tasques missioneres, a més d'altres com l'acollida i cura de malalts, gent gran i desfavorida.

## Objectius
Sant Francesc Coll va pensar, en els seus viatges de predicació arreu de Catalunya, i veient la pobresa social i espiritual de molta gent, que el remei a aquesta situació era l'educació de les nenes, llavors minoritària, tant pel concepte que llavors es tenia de la dona (que no calia que sabés gran cosa) com per la manca de recursos econòmics que tenien les famílies. A més, educant les nenes, afavoria que aquestes, en créixer, poguessin consagrar-se a Déu ingressant en la vida religiosa.
El mitjà per fomentar la formació cristiana de les joves en els llocs més pobres seria una congregació de germanes que tindrien, desinteressadament, aquesta missió. Francesc Coll va reunir set joves, totes pobres, en una caseta del carrer del Call Nou de Vic, per tal que s'ocupessin de la formació i l'educació de les nenes. Va preparar una regla i una manera de viure en comunitat i s'encarregà de la seva formació espiritual i, juntament amb professors del Seminari de Vic, de la formació cultural de les futures professores. Les obligava, diu la regla, a estudiar amb la mateixa voluntat que havien de pregar. Un cop preparades, les joves podrien presentar-se als concursos per a obtenir el títol de mestres. Allí on aconseguís plaça, allí s'establiria una comunitat. En altres casos, les comunitats es podrien establir a petició dels rectors o els municipis.

## Història
El nom original de l'institut va ser el de Germanes Terciàries Dominiques, canviat després a Religioses Dominiques de l'Encarnació del Fill de Déu i, el 1884, Religioses Dominiques de l'Anunciata.
La primera proposta de fundació data del 15 d'agost de 1855. Fundada, deu anys després, va ser aprovada oralment pel bisbe Antoni Palau i Térmens i el comissari general dels Dominics a Espanya, Antonio Orge. El començament fou difícil per la manca de mitjans econòmics, arribant el bisbe a demanar al fundador que tanqués l'institut i a prohibir a les germanes de portar l'hàbit. Sant Antoni Maria Claret, llavors a Madrid, va intercedir per ell perquè el govern permetés que les germanes de la congregació ensenyessin en institucions públiques.
Les germanes de la congregació són del Tercer Orde dels Dominics, de la família de l'Orde dels Predicadors, com també ho era el seu fundador. Aquest les veia com a "branques sorgides de l'arbre del Tercer Orde del meu pare Domènec". El 19 d'agost de 1884 l'institut va ser afiliat a l'Orde Dominic (es va confirmar el 3 de juny de 1906): va rebre el decret pontifici d'aprovació el 6 de setembre de 1898, i la Santa Seu n'aprovà les constitucions en 1907.
Coll va determinar que les germanes de la congregació es dediquessin als nens i joves més necessitats. Així, les primeres comunitats van ser dirigides a zones de la Catalunya rural treballant en l'escola pública. Tanmateix, en els primers anys, i fruit de la situació sociopolítica -la revolució de setembre de 1868- les religioses es van veure forçades a deixar aquestes escoles i a fundar col·legis privats, molts d'ells a redós de les fàbriques tèxtils.

## Expansió
Després de fundar els primers centres a Catalunya (Vic, Gombrèn, Barcelona, Sant Quirze Safaja, etc.), la congregació va treballar en Albacete (1880) i zones mineres d'Astúries (1897). La primera comunitat fora d'Espanya va ser a l'Argentina. El 1955, la congregació inicia acció missionera a Centreamèrica i, més tard, al Perú i Xile. Actualment, també estan presents a l'Àfrica, Àsia i Europa (França, Itàlia i Espanya). En 2005, comptava amb 140 cases i 1.102 membres.
Les diverses comunitats locals s'agrupen en províncies i aquestes integren la congregació. Cada comunitat es governa mitjançant capítols i consells. El Capítol General és l'òrgan de govern de la congregació i, fora del capítol, l'autoritat suprema la té la priora general.